# Nagybajom
Nagybajom is een plaats (város) en gemeente in het Hongaarse comitaat Somogy. Nagybajom telt 3664 inwoners (2001).

## Partnersteden
- Schortens (Duitsland)